# Circles (film)
Pour les articles homonymes, voir Circles.
Pour plus de détails, voir Fiche technique et Distribution.
Circles (serbe : Кругови, Krugovi) est un film dramatique serbe réalisé par Srdan Golubović et sorti en 2013.
Il est sélectionné pour représenter la Serbie aux Oscars du cinéma 2014 dans la catégorie meilleur film en langue étrangère, mais n'est pas retenu par l’Académie dans sa liste restreinte (« short list »).

## Synopsis
En 1993, Haris, un musulman, est agressé par trois soldats serbes, sous les yeux d'un quatrième, Marko, dont l'intervention conduit à sa propre mort.
Douze ans plus tard, alors que la guerre est finie depuis longtemps, les blessures sont encore ouvertes et chacun des protagonistes doit faire face à son passé.

## Fiche technique
- Titre : Circles
- Titre original : Кругови, Krugovi
- Réalisation : Srdan Golubović
- Scénario : Srđan Koljević et Melina Pota Koljević
- Musique : Mario Schneider
- Photographie : Aleksandar Ilić
- Pays d’origine :  Serbie,  Allemagne,  France,  Slovénie,  Croatie
- Genre : drame, guerre
- Langue : serbo-croate, allemand
- Durée : 112 minutes
- Dates de sortie :
  -  États-Unis : 18 janvier 2013 (Festival du film de Sundance 2013)
  -  Serbie : 25 février 2013
  -  France : 9 juillet 2014

## Distribution
- Leon Lučev : Haris
- Aleksandar Berček : Ranko, le père de Marko
- Nebojša Glogovac : Nebojša, le chirurgien
- Nikola Rakočević : Bogdan, le fils d'un soldat serbe
- Hristina Popović : Nada, l'ancienne petite amie de Marko
- Boris Isaković : Todor, le meneur des soldats serbes contre Ranko
- Dejan Čukić : le mari violent de Nada
- Vuk Kostić : Marko (en)

## Distinctions

### Récompenses
- Festival du film de Sundance 2013 : prix spécial du jury (sélection « World Cinema Dramatic Competition »)
- Berlinale 2013 : prix du jury œcuménique (sélection « Forum »)
- Festival du film de Sarajevo 2013 : prix du public
- Festival international du film de Sofia 2013 : prix du public
- Wiesbaden goEast 2013 : meilleur réalisateur pour Srdan Golubović
- Festival international du film d'Erevan 2013 : Abricot d'or

### Nominations
- Festival international du film de Belgrade 2013
- Festival international du film de Hong Kong 2013
- Festival du film de Skopje 2013
- Festival international du film de Seattle 2013
- Festival international du film de La Rochelle 2013
- Festival international du film de Jérusalem 2013
- Festival Film by the Sea 2013
- Festival international du film de Miskolc 2013
- Festival du film de Zagreb 2013
- Festival du film d'Arras 2013
- Festival du film Nuits noires de Tallinn 2013

- Festival international du film de Palm Springs 2014
- Satellite Awards 2014 : meilleur film en langue étrangère
- Festival du film engagé d'Alger 2013